# Vizontele
Vizontele es una película turca escrita y dirigida por Yılmaz Erdoğan en el 2001. Está basada en las memorias de infancia del director, cuando llegó la primera televisión a su localidad en la década de 1970. La película ganó el reconocimiento como una de las películas turcas más exitosas hasta esa fecha. Fue interpretada, en su mayoría, por actores del Centro Cultural Beşiktaş. Tuvo una secuela en el 2004 llamada Vizontele Tuuba.

## Sinopsis
A principios de 1974, Van anuncia lo que llegará a Gevaş. Nadie sabe lo que es la televisión y tienen mucha curiosidad por conocerla. Los oficiales enviados regresaron sin establecer contacto con el comprador. El alcalde Nazmi recibe ayuda de Emin, conocido como "el loco de la ciudad", quien en realidad está interesado en dispositivos tecnológicos, y quien dedica su vida a arreglar radios.

## Reparto
- Yilmaz Erdoğan - Deli Emin
- Demet Akbag - Sıti Ana
- Altan Erkekli - Nazmi
- Cem Yilmaz - Fikri
- Şebnem Sönmez - Gülizar
- Bican Günalan - Sezgin
- Erdal Tosun - Sheikhmuz
- Cezmi Baskın - Latif
- Meral Cetinkaya - Nevin
- Yasemin Alkaya - Gülşen
- Zeynep Tokuş - Asiye
- İclal Aydin - Reyhan
- Erkan Can - Mela Huseyin
- Tolga Çevik - Nazif
- Mesut Çakarlı - Rıfat
- Tuncer Salman - Ahmet
- Serhat Ozcan - Engin
- Dawn Sezer - Padre
- Sener Kökkaya - Basri
- Zerrin Sumer - Zerrin
- Selahattin Taşdöğen - Simo
- Betül Arım - İsmihal
- Sinan Bengier - Cevat
- Deniz Erdoğan - Cevdet
- Yasar Akin - Ihsan
- Caner Alkaya - Iso
- Şenol Ballı - Yilmaz
- Şahin Yaylı - Musto
- Sinan Kılıç - Aykut
- Köksal Engür - Tekin
- Can Kahraman - Ezo

## Reconocimientos
| Premio                                     | Categoría                      | Receptor                       | Resultado |
| ------------------------------------------ | ------------------------------ | ------------------------------ | --------- |
| Cologne Mediterranean Film Festival (2001) | Audience Award                 |                                | Ganador   |
| Antalya Golden Orange Film Festival (2001) | Golden Orange for Best Actor   | Golden Orange for Best Actor   | Ganador   |
|                                            | Golden Orange for Best Actress | Demet Akbağ (con Yesim Salkim) |           |
|                                            | Golden Orange for Best Music   | Kardeş Türküler                | Ganador   |